# Episodi di Beautiful People
La prima stagione della serie televisiva Beautiful People è stata trasmessa tra l'8 agosto 2005 e il 24 aprile 2006 dall'emittente televisiva statunitense ABC Family. In Italia la stagione è stata trasmessa dal 1º ottobre al 19 novembre 2008 dall'emittente televisiva Fox Life.
| nº | Titolo originale               | Titolo italiano                 | Prima TV USA      | Prima TV Italia  |
| -- | ------------------------------ | ------------------------------- | ----------------- | ---------------- |
| 1  | Pilot                          | Andiamo a New York              | 8 agosto 2005     | 1º ottobre 2008  |
| 2  | Point and Shoot                | Inquadra e scatta               | 15 agosto 2005    | 1º ottobre 2008  |
| 3  | Reload                         | Ricarica                        | 22 agosto 2005    | 8 ottobre 2008   |
| 4  | Over Exposure                  | Sovraesposizione                | 29 agosto 2005    | 8 ottobre 2008   |
| 5  | Dark, Room, Chemicals          | Camera oscura                   | 5 settembre 2005  | 15 ottobre 2008  |
| 6  | F-Stop                         | F-Stop                          | 12 settembre 2005 | 15 ottobre 2008  |
| 7  | Blow Up                        | Blow up                         | 19 settembre 2005 | 22 ottobre 2008  |
| 8  | Photo Finish                   | Photo finish                    | 26 settembre 2005 | 22 ottobre 2008  |
| 9  | Flashback to the Future        | Ritorno al futuro               | 6 marzo 2006      | 29 ottobre 2008  |
| 10 | It's All Uphill Here from Here | Scelte difficili                | 13 marzo 2006     | 29 ottobre 2008  |
| 11 | A Tale of Two Parties          | La storia di due feste          | 20 marzo 2006     | 5 novembre 2008  |
| 12 | Das Boots                      | Un paio di stivali              | 27 marzo 2006     | 5 novembre 2008  |
| 13 | Black Diamonds, White Lies     | La giusta soluzione             | 3 aprile 2006     | 12 novembre 2008 |
| 14 | Where Are We Now?              | A che punto siamo?              | 10 aprile 2006    | 12 novembre 2008 |
| 15 | Best Face Forward              | Il concorso Maybelline New York | 17 aprile 2006    | 19 novembre 2008 |
| 16 | And The Winner Is...           | Tiriamo le somme                | 24 aprile 2006    | 19 novembre 2008 |